# マブルマーブル
マブルマーブルは、役者、声優のPodcast。
「妄想は大得意。でも女子力と偏差値はゼロ。そんな欠陥だらけの大人すぎる大人女子」と自称する女性2人がポッドキャスターを務める日本のPodcast番組。
キャスターが「好きな事だけをごちゃまぜサイクルトーク」する生番組風配信であるが，きちんと台本があり収録・編集，および番組の構成にも時間かけ制作されている。
文化放送の声優ラジオ、アニメタイアップラジオばかり聴いた影響で「文化放送の様なラジオがやりたい。番組の内容はともかく、曲を歌って販売したり、カラオケ配信をしたり、グッズを販売したりしたい」という声優業時代に出来なかった2人の夢を叶えた事にしているごっこ遊びであるという体裁をとっている。

2020年、ニッポン放送、Spotify主催の日本初ジャパンポッドキャストアワードにノミネート。
その際、審査員の佐久間宣行氏から人間性についての好評価を受けている。
翌年ジャパンポッドキャストアワードでも候補にあがっている。

## キャスター

### 野田真代
愛称　まよちー
2月1日生まれ。O型。東京出身。イメージカラーは黄色。
松濤アクターズギムナジウム出身。
役者、声優、ボイトレ講師の経験有り。主な活動は舞台や企業ナレーションやガヤ等。低音域。
下町育ちの為、考え方がおばあちゃん。にもかかわらず，自分の事に関しては自他共に認めるドマイナス思考。
さらにストーカー気質で好きな人に黒魔術をかけてしまう癖があり恋愛がうまくいかない。
有刺鉄線に囲まれたヤンチャなプリズンスクール出身でお勉強が苦手という特徴ももつ。
幼少期から子守唄が怪談というオカルト英才教育の元育ってきた環境もあり妖怪検定を所持する大のホラー好き。
一族で稲川淳二さんを推しており尊敬している。だが極度の怖がりの為お化け屋敷には絶対に入れない。
初恋の人はシティハンターの冴羽獠。付き合いたい妖怪は木の葉天狗。将来の夢は仮面ライダーか妖怪になる事。

### 前田みれゐ
愛称　マエミロ
12月1日生まれ。長野県出身東京育ち。イメージカラーは紫。
松濤アクターズギムナジウム出身。
役者、声優経験有り。主な活動は舞台や司会等。劇団サードクォーター出演経験有り。中音域。
男性も女性も愛せるラブアンドピース。
発達障がいを公言しており、空気を読むことを苦手とし周囲からは「手綱を握られた人斬り抜刀斎」と言われることもある。数字はブレて見えるディスカリキュアであり，言われた事は2秒で忘れる注意欠陥でもある。それゆえ幼少より「お勉強ってなぁに？」のまま現在に至る。
人の表情が読み取れない為に初めての彼氏に筋肉バスターをかけてしまうエピソードをもつ程度に恋愛が苦手。
耳が良く絶対音感の持ち主（自称）　　
筋肉男子、猫目女子、食べる事が好きで特に生魚には目がない。ゴジラが大好きで幼少期は東映撮影所の近くに住んでいた事もある。
初恋の人はドラゴンボールのピッコロ。目標はマッチョの肩に乗る事。将来の夢は女ライダーかナメック星に住む事。　　

## 来歴
2018年 12月19日　マブルマーブル放送開始
2019年 6月　   　　主題歌マブルマーブル配信販売開始
2019年 12月　　　 主題歌マブルマーブル全国のJOYSOUNDにてカラオケ配信開始
2020年 1月　　　　番組オリジナルステッカー販売開始
2020年 2月　　　　ジャパンポッドキャストアワード2019ノミネート
2020年 4月 2日　　マブマブのおもちゃ匣配信開始
2020年 6月11日　　番組LINEスタンプ販売開始
2020年 9月17日　　Amazon musicより番組配信開始
2020年 11月1日　　マブマブの欠片配信開始
2020年 11月16日　　有料コンテンツ「魔ブルマー部」開始
　　　　　　　　　　番組オリジナルグッズマブマブ屋開始（イラスト：イトウアキ作）
2020年 12月27日　　番組2周年イベントマブマブフェス開催
2021年1月　　　　　ジャパンポッドキャストアワード2020 推薦作品ノミネート
2021年 12月19日　　番組３周年イベントマブマブフェス開催 
　           　　　　　 マブルマーブル最終回
2022年　マブルマーブルの匣、マブルマーブルの欠片を配信中
2025年　まよちーカクヨムにて小説連載中
2025年　マブマブフェス、youtube配信活動中

## エピソード
・２人共いつくかの事務所を経てフリーに転身。その後にポッドキャスト活動を開始している。
・マブルマーブルはキャスター2人にとっては３つ目の番組である。
・まよちーは他のポッドキャスターと番組配信活動あり。
・声優の小田敏充氏を師として仰いでおり過去番組にもゲスト出演している。
・声優の白戸祐太郎とも親交があり過去番組にゲスト出演している。
ポッドキャストを始めたきっかけ
野田真代が大病にかかった際「前田とラジオをやりたい」と強く思ったことが彼女らのポッドキャスト活動のきっかけである。
- 「前田さんとは養成所の同期で10年以上の付き合いなんですけど、あの頃は今よりも自閉傾向が強くて周りから誤解さちゃう事が多かったんです。とても良い物を持っているからこそもったいなくて。だからこそ今もし私が死んだら彼女はまた一人になっちゃうのかな、ラジオやる夢叶えられるのかな、また殻に閉じこもっちゃわないかなってそればかり思ってました」（野田談）
- 「野田さんから一緒にラジオやろ？って誘われた時に彼女はラジオやりたいわけじゃないのになんでだろう？って。どうして周りを傷つけてばかりの私と一緒にいてくれるの？って聞いたら、それを上回るくらいの良いもん持ってるからだろって男前ですよね。だから私も腹括んなきゃって、障がいと向き合いながら踏ん張れてます」（前田談）

とそれぞれ当時を振り返っている。